# Husby-Oppunda kyrka
Husby-Oppunda kyrka är en kyrkobyggnad som tillhör Stigtomta-Vrena församling i Strängnäs stift. 

## Kyrkobyggnaden
Kyrkan uppfördes på 1200- eller 1300-talet. En sakristia norr om koret uppfördes på 1300-talet. Ett vapenhus i sydväst uppfördes på 1400-talet och under samma århundrade försågs kyrkorummet med tre bastanta tegelvalv. 1665 uppfördes det Rosenhanska gravkoret vid kyrkans södra sida efter ritningar av arkitekt Nicodemus Tessin den äldre. Gravkoret fick en huv med lanternin. Sakristian utökades 1702 genom muren in mot kyrkan revs, en valvbåge murades mot kyrkan och öppningen sattes igen med en tunnare mur. En vinkällare under sakristian byggdes 1690. Sattes en kakelugn in i sakristian, som 1790 ersattes med en murad spis. 1724 utvidgades det Rosenhaneska gravkoret åt öster och fick ännu en huv med lanternin. Åren 1796-1798 förlängdes långhuset och kyrkan fick ett tresidigt kor. Även västra kortväggen revs och långhuset förlängdes med en tredjedel. Vapenhuset som fanns i söder revs och ersattes med nuvarande i väster. Vid denna ombyggnad fick kyrkorummet nuvarande tunnvalv av trä och gips som ersatte tidigare tegelvalv. Kyrkan fick även en ny bänkinredning utformad av slottsnickaren Lars Haglund. Troligen användes bänkinredningen från de bänkar som tillverkats strax före 1661 ersatts av nya 1727. Läktaren i långhusets västra del uppfördes 1798. Den ersatte tidiga läktare, 1661 anges kyrkan ha två läktare, 1682 uppfördes en och 1681 ytterligare en vilka troligen ersatte de äldre. Den ena av dessa läktare var enligt uppgifter från 1726 placerad efter den norra väggen. En invändig renovering genomfördes 1899 efter program av arkitekt Fritz Eckert. Öppen bänkinredning sattes in i kyrkorummet och gravkoret. Nytt golv lades in i kyrkorummet och sakristian.
En fristående klockstapel av trä är byggd 1668 på bekostnad av Beata Sparre. 1810 göts dess storklocka om, den hade ursprungligen skänkts till kyrkan 1664 av Beata Sparre på Torp till minne av hennes 1663 avlidna make Schering Rosenhane, Lillklockan är gjuten 1617, och har inskriptionen: "ANNO DNI MDCXVII: CVM TRAHOR AVDITE. VOCO VOD AD GAVDIA VITÆ".

## Inventarier
- Altartavlan är målad av Pehr Hörberg 1799.
- Den äldre altartavlan finn ännu kvar, den skänktes till kyrkan 1730 och föreställer Petrus begråtande Jesus i olivträdgården.
- Predikstolen är från 1744 och gjord av Johan Ullberg och skänkt av Fredrik Bengt Rosenhane på Torp. 1899 försågs predikstolen med ny fot.
- Dopfunten är från 1200-talet är huggen i gotländsk kalksten. Cuppa och fot hör inte ihop.
- Ett rökelsekar och en primklocka härrör båda från medeltiden.

## Textilier
- Ett antependium i grönt siden skänktes 1737 till kyrkan av generalmajoren Schering Rosenhane till minne av hans hustru Hedvig Sofia Oxenstierna. Samtidigt skänktes en kalkduk och en mässhake som dock inte finns bevarade.
- En kalkduk av vitt siden med silkesbroderier i flera färger skänktes av Eva Sofia Stenbock, är daterad 1766 och broderad av givaren efter en ritning av Fredrik Vilhelm Hoppe. Den förvaras dock i Vitterhetsakademiens bibliotek.
- En dopdräkt bestående av en doppåse av vitt vadderat siden jämte en mössa av siden och guldbrokad härrör från 1700-talet. Det finns även en enklare av rutigt tyg med guldspetsar och silkesfrans. Vidare finns ytterligare tre dopmössor, en i röd sammet för en flicka och två av rött siden med silkesspetsar avsedda för en pojke respektive en flicka. En kollekthåv av gul sidenbrokad är troligen identisk med den som 1746 tillsammans med en nu försvunnen bokdyna skänktes till kyrkan 1746 av Fredrik Bengt Rosenhane.

## Silverföremål
Bland silverföremålen finns en förgylld silverkalk med tillhörande patén, prydd med änglahuvuden och ornament i relief, samt ätten Lewenhaupts vapen. Kalken har ätten Lewenhaupts vapen i graverat, paténen har en framställning av Anna och Jungfru Maria med Jesusbarnet i sitt knä och har skänkts till kyrkan av Erik Mauritz Lewenhaupt på Tärnö. Den har inskriften "Graff Erick Mauritz Lewenhaupt. Tagit i Påland och Gifwit til Husby Kiörkia Anno 1703". Kyrkan har även en förgylld silverkalk med patén, inköpt 1743 och tillverkad av guldsmeden Karl Gustaf Björkman i Nyköping. En silverkanna av ålderdomlig form är enligt inskrift skänkt till kyrkan 1636 efter givarens föräldrar Birger Nilsson (Grip) och Brita Brahe. Givaren har dock inte angetts. En annan kanna anges ursprungligen ha skänkts till kyrkan 1633 av Johan Rosenhanes änka Karin Scheringsdotter Arp och omgjorts 1754 på initiativ av kammarherre Fredrik Bengt Rosenhane och hans hustru Eva Sofia Stenbock. Av stämplarna att döma är den omgjorda kannan tillverkad av Lorentz Swan, guldsmed i Nyköping 1749–1762. En oblatsask i silver är en gåva av Schering Rosenhane och hans hustru Beata Sparre av Rossvik 1648. Stämplarna visar att den är tillverkad av guldsmeden Michel Beck i Stockholm.

## Gravminnen
Om Jöran Johansson (Rosenhane) minner inte bara hans gravsten utan även ett epitafium som avbildar den döde knäfallande inför Kristi kors och en kortare biografi. Vidare finns två begravningsvapen över hans son Johan Jöransson, ett enklare med inskriftstavla och det större utan. Vidare finns två begravningsvapen för Schering Rosenhane, ett över Gustaf Rosenhane, ett över landshövding Axel Rosenhane samt ett över Hedvig Eleonoras hovjunkare Fredrik Rosenhane (1687–1709) samt ryttmästaren Fredrik Rosenhane (1653–1709). I långhuset sitter även ett stort begravningsvapen över generalen Schering Rosenhane. På sidorna om västra gravkoret finns finns två inskriftstavlor i grön marmor över Fredrik Bengt Rosenhane och hans maka Eva Sofia Stenbock, samt deras dotter Catarina Magdalena Rosenhane (1759–1799). Mitt emot sitter en tavla över två bröder, löjtnanten Johan Gustaf Rosenhane, född 1762 och "vådligt omkommen 1782" samt hans bror Schering Rosenhane. Tavlan sattes upp på initiativ av deras syster, Sophia Rosenhane. I gravkoret finns även ett epitafium i huggen sten över Carl Gustaf Kruse, huggen av slottstenhuggaren Olof Fristedt. Den långa texten på epitafiet är författad av Olof Kolmodin den äldre. Av präster i församlingen finns finns minnestavlor över två, Sveno Olai Melling, kyrkoherde 1671–1688 och Adolf Lundgren, kyrkoherde 1781–1828. I sakristian finns en serie porträtt av kyrkoherdar och deras fruar. Där finns porträtt av Johannes Svenonis Mellring (kyrkoherde 1689–1709) och hans hustru Karin Bröms, Ericus Erici Ljung (1734–1759) och hans hustru Sara Marelia, Johannes Magnus Broling (kyrkoherde 1761–1778) och hans hustru Eva Ulrika Ljung. Porträttet av Broling och hans hustru är enligt påskrift på baksidan målat 1767 av Lorentz von Cöln.

## Ljusredskap
Husby-Oppunda kyrka har fem malmljuskronor. Den längst till öster med 16 armar skänktes till kyrkan 1746 av överste Krister Horn på Husby gård. Den därnäst med 8 armar skänktes till kyrkans invigning efter ombyggnaden 1798 av församlingens kyrkoherde Adolf Lundgren och dennes maka Anna Katarina Ljung, den därnäst med 8 armar härrör från 1600-talets slut och den fjärde med 16 pipor skänktes 1661 av herrskapet på Torp. Dessutom hänger en liten krona med sex armar i bågen mellan gravkoren, Vid kronan fanns tidigare fäst en plåt med ätterna Oxenstierna och Geras vapen jämte initialerna E.G.O. och B.C.G., syftande på Erik Gabriel Oxenstierna (död 1594) och dennes maka Beata Carlsdotter Gera. Kyrkan äger även två par ljusstakar i silver. Det ena paret har på foten graverat "Sofia Rosenhane A:o 1694 Junij" och är tillverkade av guldsmeden Nicolaus Breuman i Stockholm. Det andra paret skänktes till kyrkan 20 maj 1739 efter friherrinnan Katarina Juliana Kruse och hennes son generalmajoren Schering Rosenhane.

### Orgel
- 1748 skänkte överstinnan Anna Regina Siöblad en orgel till kyrkan. Orgeln var byggd av studiosus Eric Ekebom och hade 7 stämmor (4 stämmor i manualen och 3 pedalstämmor). Orgeln hade endast pipor för en oktav.[2]

- Den nuvarande mekaniska orgeln byggdes 1852 av Anders Vilhelm Lindgren, Stockholm. Den omändrades 1899 av Sven Otto Creutz, Mariefred.[3]

| Manual                  | Pedal        | Koppel     |
| Borduna 16’ Bas/Diskant | Bihangspedal | Man 4'/Man |
| Principal 8'            |              |            |
| Borduna 8'              |              |            |
| Fugara 8'               |              |            |
| Octava 4'               |              |            |
| Flöjt 4'                |              |            |
| Octava 2'               |              |            |

#### Kororgel
- En kororgel köptes in 1980 av Åkerman & Lund Orgelbyggeri.[källa behövs]

### Webbkällor
- byggnadspresentation
- Församlingen informerar om kyrkan[död länk]